# Bactrocera nigrotibialis
Bactrocera nigrotibialis är en tvåvingeart som först beskrevs av Perkins 1938.  Bactrocera nigrotibialis ingår i släktet Bactrocera och familjen borrflugor. Inga underarter finns listade.